# Città vuota/È l'uomo per me/So che non è così/Tu farai
Città vuota / È l'uomo per me / So che non è così / Tu farai, pubblicato nel 1963, è un Extended play della cantante italiana Mina.

## Tracce
1. Città vuota (It's a lonely town) - 2:40 -  (Doc Pomus-Mort Shuman-Testo italiano: Giuseppe Cassia) Ed. BMG Ricordi 1963
2. È l'uomo per me (He walks like a man) - 2:24 -  (Diane Hildebrand-Testo italiano: Gaspare Gabriele Abbate-Vito Pallavicini) Ed. Peer Southern Production 1961
3. So che non è così - 2:18 -  (Alberto Testa-Augusto Martelli-Bruno Martelli) Ed. Caroan 1964
4. Tu farai - 2:27 -  (Alberto Testa-Augusto Martelli-Bruno Martelli) Ed. Settebello 1965

## Versioni Tracce
- Città vuota

versione del '78, vedi Mina Studio Collection
versione Live, vedi Mina Live '78
- È l'uomo per me

versione spagnolo Mi hombre sera, vedi Mina latina
- So che non è così

versione spagnolo Se Que No Es Asi, vedi Mina latina
- Tu farai

versione spagnolo Qué haràs, vedi Mina latina